# Parabuthus villosus
Parabuthus villosus ist ein in Südafrika und Namibia beheimateter, sehr giftiger Skorpion, den es in verschiedenen Farbvariationen gibt. Er ist einer der größten Vertreter der Gattung Parabuthus sowie auch der über 900 Arten umfassenden Familie der Buthidae.

## Etymologie
Parabuthus villosus, erstmals 1862 von dem Deutschen Naturforscher Wilhelm Peters beschrieben, besitzt im Gegensatz zu seinem nächsten Verwandten, dem Südafrikanischen Dickschwanzskorpion (Parabuthus transvaalicus), keinen geläufigen deutschen Namen. Im englischsprachigen Raum ist P. villosus neben dem gebräuchlichen wissenschaftlichen Namen auch als „black hairy thick-tailed scorpion“ (schwarzer haariger Dickschwanzskorpion) bekannt. Den Namen verdankt er seiner stark ausgeprägten Behaarung. „Villosus“ bedeutet aus dem Lateinischen übersetzt: haarig.

## Beschreibung

### Aussehen
Parabuthus villosus hat ein verhältnismäßig dickes Metasoma (Schwanz) und dünne Scheren, was ihn als sehr giftige Skorpionart ausweist.
Es gibt ihn in verschiedenen Farbvariationen, den black morph, den typical morph und den oranje morph. Diese Farbvariationen sind keine Züchtungen, sie kommen in freier Wildbahn vor.

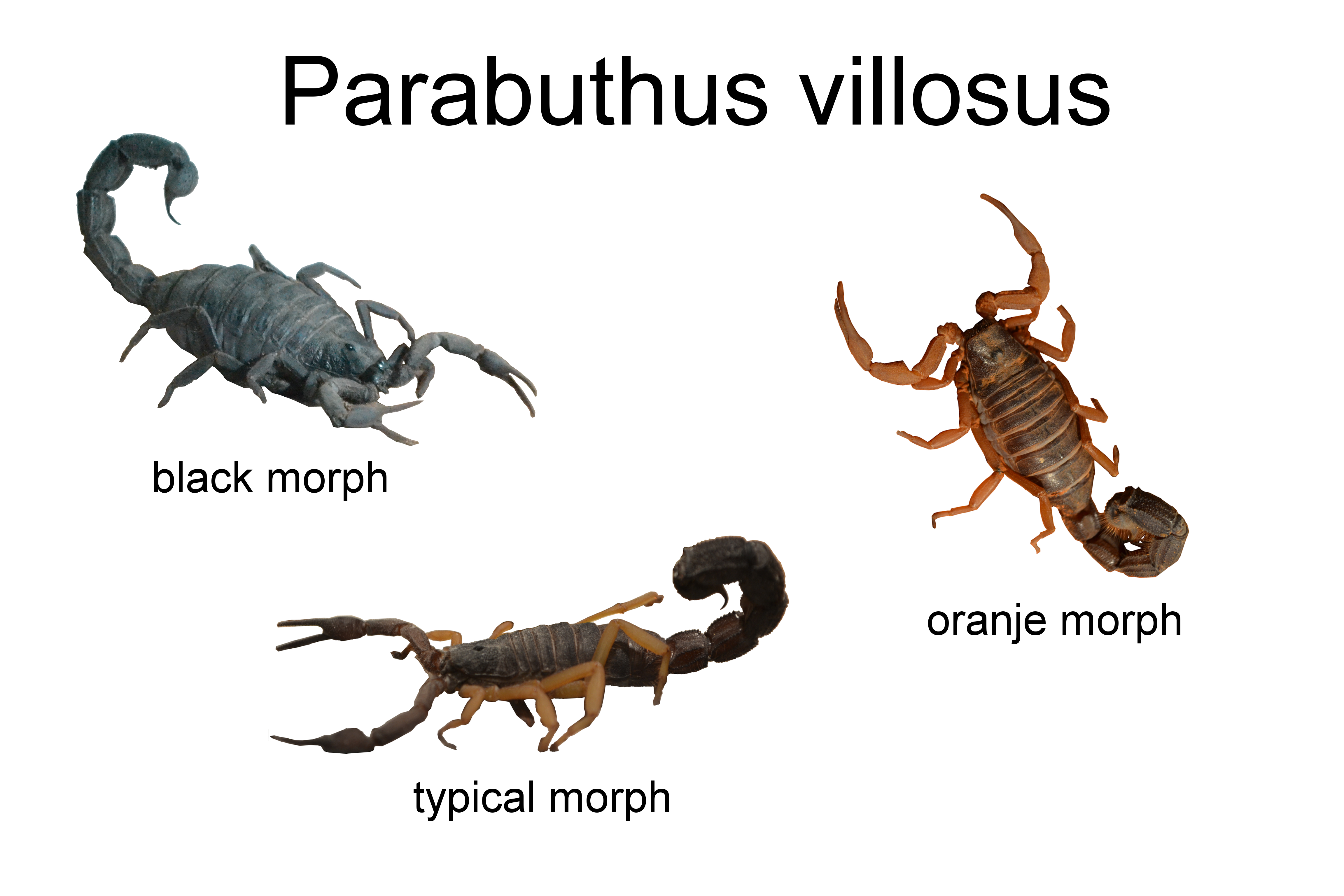
Farbmorphe von Parabuthus villosus

Der black morph hat einen dunklen, schwarzgrauen Körper und Beine, und dunkle, z. T. etwas rötlich braune Scheren, wobei es bei Parabuthus villosus auch regionale Unterschiede in der Färbung gibt. Der black morph gleicht sehr der Schwesterart Parabuthus transvaalicus. Man kann die beiden Arten aber gut anhand der Kammzähne unterscheiden, die bei P. villosus deutlich dunkler sind.
Der typical morph hat einen dunklen, braunschwarzen Körper und bernsteinfarbene Beine und Pedipalpen.
Der oranje morph hat einen dunklen, rotbraunen Körper und orangebraune Pedipalpen und Beine.
Wie alle Skorpione fluoresziert auch Parabuthus villosus unter Schwarzlicht. Weshalb das so ist, ist noch nicht vollständig geklärt. Man nimmt an, dass er dadurch Insekten anlocken oder Artgenossen besser erkennen könnte.

### Größe/Alter
Die Weibchen erreichen eine Körperlänge von 12 bis 18 cm (mit Schwanz) und sind etwas größer als die Männchen.
Männliche Parabuthus villosus sind im 7., Weibchen im 8. Instar (Häutungsintervall) ausgewachsen und geschlechtsreif. Abhängig von den Bedingungen (Futterangebot, Klima) erreichen sie das adulte Alter in 1–2 Jahren nach der Geburt. Die Häutung geschieht bei Parabuthus villosus im Gegensatz zu manch anderen Skorpionarten in der Regel auf dem Rücken. Wie bei vielen Spinnentieren üblich, leben die Weibchen deutlich länger als die Männchen.

### Geschlechtsunterschiede
Die Männchen sind etwas kleiner und weniger massig als die Weibchen, zudem ist die Manus (verdickte Stelle bei Scherenanfang) bei den Böcken etwas bulliger, ein wenig wie Boxerhandschuhe. Die Geschlechtsunterscheidung kann auch anhand der Anzahl Kammzähne gemacht werden.

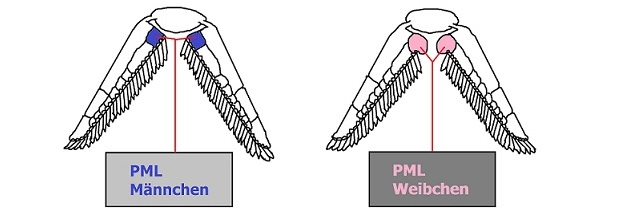
PML-Darstellung Parabuthus

Einen eindeutigen und altersunabhängigen  Sexualdimorphismus kann man ebenfalls am Kammorgan erkennen; Weibchen besitzen eine deutlich vergrößerte proximale mediane Lamelle (PML).

## Lebensweise

### Verbreitungsgebiet/Lebensraum
P. villosus ist in Südafrika und Namibia beheimatet. Sein Verbreitungsgebiet reicht von der südafrikanischen Provinz Nordkap entlang der Skelettküste in Namibia bis zum namibischen Damaraland. Er lebt in semiariden bis ariden, z. T. felsigen Gebieten unter Steinen, Holz oder in selbst gegrabenen Höhlen. Er wurde schon in extrem ariden Zonen der Namib entdeckt, kommt aber nicht in den Sanddünen der Namib oder Kalahari vor.
Der Oranje Farbmorph kommt nur endemisch in einem kleinen Gebiet in der Nähe von Oranjemund am Fluss Oranje vor.

### Allgemeines Verhalten
Diverse Faktoren wie z. B. Temperatur, Alter oder Geschlecht etc. haben Einfluss auf das „Temperament“ von P. villosus. In der Regel sind sie ruhige und scheue Zeitgenossen, die bei einer Störung das Weite suchen, unter speziellen Umständen ist aber auch mit aggressivem Verhalten zu rechnen.
P. villosus ist in freier Wildbahn wie viele Skorpionarten ein strenger Einzelgänger, wobei in der Terraristik unter gewissen Bedingungen (genug Platz, Verstecke, Futter und Wasser) auch eine Paarhaltung durchaus problemlos verlaufen kann. Die Gefahr von Kannibalismus bleibt aber immer bestehen.
Speziell an Parabuthus villosus ist seine für einen Skorpion stark ausgeprägte Tagesaktivität, was ihn für die Terraristik besonders attraktiv macht. So ausgeprägt wurde das nur bei ganz wenigen Skorpionarten beobachtet. Auch nahe verwandte Arten wie Parabuthus raudus, Parabuthus granulatus oder Parabuthus schlechteri wurden bei Studien in Namibia nie bei Tag gesehen, während Parabuthus villosus selbst zur heißesten Tageszeit unterwegs ist. Weshalb das so ist, ist noch weitestgehend unklar. Man vermutet, es könne damit zusammenhängen, dass die Hauptnahrung, bestimmte Käfer, auch tagaktiv sind.

### Feinde/Abwehrmechanismen
Die Palette an Feinden ist vielfältig. Diverse Vögel, Reptilien, andere Spinnentiere sowie Säugetiere wie das Erdmännchen gehören zu den Fressfeinden von Parabuthus villosus.
Fühlt er sich bedroht, kann er lautstark stridulieren, indem er mit dem Giftstachel über die einzelnen Segmente des Rückenpanzers streicht und so ein gut hörbares Ratschen erzeugt. Bei diesem Vorgang kann er gleichzeitig auch etwas von seinem milchigen und nach Meerrettich riechenden Gift fein versprühen und somit die Warnung unterstreichen.
Nutzt diese Warnung nicht, kann er das Gift auch gezielt bis zu einem Meter weit Richtung Feind spritzen,  dem dann eine Erblindung droht, falls das Gift in die Augen gerät. Damit gehören sie zu den wenigen Skorpionarten, die sich ziemlich effektiv gegen ihre Erzfeinde, die Erdmännchen, verteidigen können. Als letzte Verteidigungsmöglichkeit bleibt dann natürlich noch der Stich, mit welchem er potentes Gift injizieren kann. Dabei kann er die Zusammensetzung des Gifts wie auch die verabreichte Menge aktiv steuern.

### Beute/Jagdverhalten
Parabuthus villosus kann fast alles überwältigen, was in etwa seiner Körpergröße entspricht. Kleine Reptilien oder Mäuse sowie andere Spinnentiere und Insekten gehören in sein Beutespektrum, wobei letztere die Hauptnahrungsquelle darstellen.
Er ist ein Lauerjäger wie fast alle Skorpione, jedoch gehört er zu den wenigen Arten, die durchaus auch mal aktiv auf die Suche gehen und der Beute auch hinterherjagen. Mit den Sinneshaaren nimmt der Skorpion die kleinste Erschütterung am Boden bis zu einem Meter Entfernung wahr und steuert so zielgerichtet auf seine Beute zu.
Hat er seine Beute mit den Scheren gepackt, injiziert er ihr mit mehreren Stichen seinen paralysierenden Giftcocktail, dabei tastet er die Beute erst chirurgisch genau mit dem Stachel ab, bis er dann an einer geeigneten Stelle zusticht.
Wenn die Beute erlegt ist, kommt es oft vor, dass er sie in typischer Manier „huckepack“ nimmt und zu einer geschützten Stelle transportiert, bevor er sie dort dann verspeist.

### Paarungsverhalten

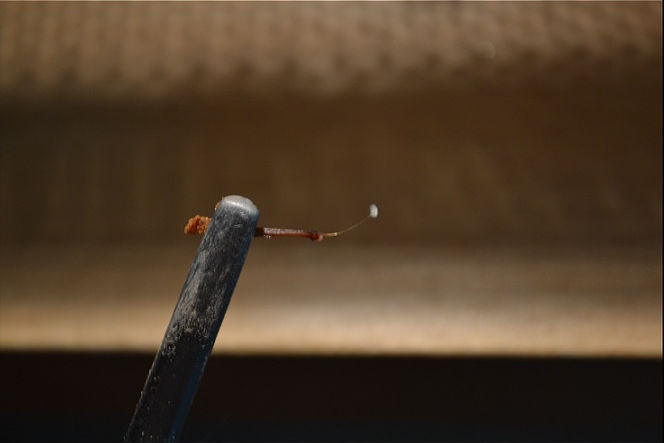
Spermapaket von Parabuthus villosus oranje

Das Paarungsritual, die „Promenade à deux“, von P. villosus ist typisch für Skorpione und wird oft als Tanzen beschrieben. Dabei folgt das kleinere Männchen der Duftspur des Weibchens, packt es dann an den Scheren und „zerrt“ es kreuz und quer durch das Territorium, bis das Männchen eine geeignete Stelle für die Übergabe des Spermapakets ausgemacht hat. Das Ganze kann sich über viele Minuten bis Stunden hinausziehen, dabei werden immer mal wieder Pausen eingelegt, wobei das Männchen die Partnerin aber immer fest im Griff behält. In seltenen Fällen kann ein Skorpionmännchen dem Weibchen auch einen Paarungsstich versetzen. Damit wird das gefährliche Weibchen etwas „gefügiger“ gemacht oder ruhig gestellt, wie vermutet wird.
Ist dann eine geeignete Stelle für das Spermatophor gefunden, hinterlegt das Männchen sein ca. 1,5 cm großes Paket und dirigiert dann das Weibchen vorsichtig mit ruckartigen Bewegungen darüber, sodass sie es in ihre Geschlechtstasche aufnehmen kann. Sobald dies geschehen ist, endet der Tanz abrupt und das Männchen lässt sie los und sucht meist eiligst das Weite, da die Dame danach oft auch gereizt reagieren kann. Zu Kannibalismus kommt es im Normalfall aber nicht.

### Jungtiere

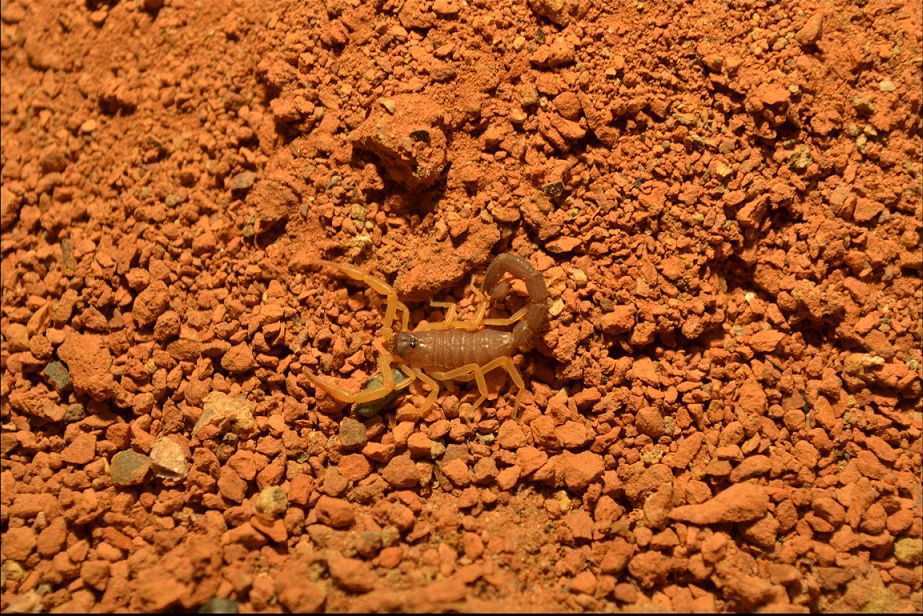
Ein Monat alter Parabuthus villosus oranje

Nach einer Tragzeit von etwa 10 Monaten kommen 30–100 Miniskorpione zur Welt, meist nimmt die Anzahl der Jungen mit dem Alter des Muttertiers ab. Die Jungen steigen nach der Geburt sofort auf den Rücken der Mutter. Dort ernähren sie sich 1–2 Wochen von körpereigenen Reserven und genießen den Schutz der Mutter. Danach häuten sie sich zum zweiten Instar und gehen dann das erste Mal auf Futtersuche. Sie sind dann bereits voll giftig und selbstständig. Kleinere Erkundungstouren werden ab da unternommen, aber sie bleiben trotzdem noch in der Nähe der Mutter und besuchen auch immer wieder mal ihren Rücken. Mit der Zeit dauern die Erkundungstouren länger, bis sie ganz los lassen und ihr eigenes Revier besetzen.

## Gift
Mit einem an Mäusen getesteten LD-50 Wert von 5,75 mg pro kg, gehört Parabuthus villosus nicht zu den giftigsten Skorpionen seiner Gattung. Selbst die Schwesterart Parabuthus transvaalicus besitzt mit 4,25 mg/kg bereits ein um einiges potenteres Gift. Dafür kann Parabuthus villosus durch seine Größe mehr Gift abgeben (die Giftblase kann bis zu 12 mg Trockengift beinhalten) als viele seiner Verwandten, was ihn wiederum zu einem der gefährlichsten Skorpione im südlichen Afrika macht. Parabuthus villosus zählt zu den rund zwei Dutzend Arten (von insgesamt ca. 1.500 Skorpionarten), die dem Menschen gefährlich werden können. Er gehört zu den medizinisch bedeutsamen Skorpionen und wird beim 4-Stufenmodell medizinischer Behandlung mit Gattungszuweisung bei Stufe 3,5 eingeordnet.
Da P. villosus das Gift auch verspritzen kann, ist besondere Vorsicht im Umgang mit den Tieren geboten.
Parabuthus villosus kann die Zusammensetzung des Giftes aktiv steuern. Man unterscheidet dabei zwei verschiedene Giftarten. Bei geringer Reizung kommt das transparentere Prevenom zum Einsatz. Dieses Gift hat eine paralysierende Wirkung. Die darin enthaltenen Proteingifte, die eine Herzmuskellähmung hervorrufen können, liegen in einer geringen Konzentration vor. Das Prevenom wird meist beim Beutefang verwendet, kann aber auch bei der Paarung zum Einsatz kommen.
Als Verteidigung gegen größere Wirbeltiere wird das milchige Postvenom injiziert, das sich vorwiegend aus Neurotoxinen und endogenen Katecholaminen zusammensetzt. Das Gift kann auch bei Menschen starke Schmerzen und eine kardiale und zentralnervöse Symptomatik nach sich ziehen und ist vor allem für ältere, junge, schwache und allergisch reagierende Personen gefährlich.
Bei Erwachsenen können folgende Symptome in den ersten 4, spätestens 12 Stunden auftreten:
Augen: lokal nach Giftkontakt Konjunktivitis bis Corneaschädigung
Vegetatives Nervensystem:
Speichelfluss, Schweißausbruch, Übelkeit, Erbrechen und Durchfall.
Neuro-Muskulär:
Muskelparalyse mit Schluck- und Sprech-Störungen, Ptosis bis generalisierte Paralyse, Muskelkrämpfe und Muskelschmerzen, Schwäche, Tremor; gesteigerte Muskeleigenreflexe, Hyperästhesie, Ataxie, Ruhelosigkeit und Angst.
Zusätzlich:
Arterielle Hypertension, Tachykardie, selten Atemstörung, selten Atemdepression, beatmungspflichtig in Ausnahmefällen.

## Terraristik/Haltung

### Terrarium
Da es sich bei P. villosus um einen relativ großen, aktiven und sehr giftigen Skorpion handelt, braucht es ein genügend großes, abschließbares Terrarium mit gutem Lüftungssystem. 30 cm × 30 cm sollte nicht unterschritten werden und eine Paarhaltung ist ab 60 cm × 40 cm möglich. Größere Terrarien bieten mehr Einrichtungsmöglichkeiten und vereinfachen die Klimasteuerung.
Außen am Terrarium sollte ein Aufkleber, der auf die Giftigkeit aufmerksam macht, angebracht werden. Zudem kann man ein paar Angaben zur Art anbringen oder die Nummer des Giftinformationszentrums.

### Einrichtung
Es empfiehlt sich eine möglichst naturgetreue Einrichtung. Da P. villosus zu den grabenden Arten gehört, sollte man ihm mindestens 15 cm grabfähiges Lehm/Sand-Gemisch als Substrat anbieten. Reiner Sand ist nicht geeignet. Das feuchte Substrat wird schichtweise eingefügt und etwas angepresst und sollte bei Einzug der Tiere gut ausgetrocknet sein. Wenn man das Substrat nach hinten etwas ansteigend einbringt, gewinnt man mehr Fläche und die Landschaft präsentiert sich dem Beobachter besser.
Mehrere Versteckmöglichkeiten mit Steinen und Höhlen sollten in verschiedenen Klimazonen angeboten werden, dabei ist darauf zu achten, dass die Objekte nicht einstürzen können. Dies kann man zum Beispiel mit einem nicht Grabfähigen Lehm/Sand-Gemisch bewerkstelligen. Neben einem vorgefertigten Versteck kann man die anderen Versteckmöglichkeiten auch andeuten, damit die Tiere ihre Verstecke selber anfertigen können.
Eine senkrecht angelegte Klettermöglichkeit wie beispielsweise eine Korkwand erweitert den Aktionsradius und wird zum Teil auch gerne genutzt.
Benötigt wird auch ein kleiner Wassernapf, in welchem man dem Tier alle 1–2 Wochen etwas Wasser anbietet. Er sollte nicht zu groß sein, damit das Tier darin nicht ertrinken kann, ansonsten kann man den Napf vorbeugend noch mit ein paar Steinen besetzen.
Als Dekoration können ausgetrocknete Wurzelstücke, Holzstücke, getrocknete Grashalme, Steine, Sukkulenten oder Kakteen etc. dienen. Bei den Pflanzen ist natürlich auf eine entsprechende Beleuchtung zu achten, damit diese überleben können, man kann aber auch gut auf täuschend echt aussehende Kunststoffpflanzen zurückgreifen, das ist einfacher und für die Tiere unproblematisch.

### Klima
Im Terrarium wird eine Temperatur von 30 °C empfohlen, mit einer lokalen Stelle, die von einem Wärmestrahler auf etwa 40 °C erhitzt wird, so kann das Tier den Bedürfnissen entsprechend den gerade geeignetsten Platz aussuchen. Der Strahler sollte etwa im 12-Stunden-Rhythmus angeschaltet sein.
Eine starke Temperaturabsenkung in der Nacht macht den Tieren nichts aus, da diese auch in freier Natur gegeben ist. Die Nachttemperatur sollte zwischen 17 und 25 °C liegen. Bei Unsicherheit kann man die Klimawerte der entsprechenden Regionen betrachten, z. B. von Lüderitz oder Windhoek. Der Wärmestrahler kommt am besten auf einer Seite oder Ecke des Terrariums zum Einsatz und nicht unbedingt in der Mitte, so kann man besser verschiedene Klimazonen für die Tiere gewährleisten.
Auf zusätzliche Wärmematten etc. sollte man verzichten oder diese aber seitlich und nicht unter dem Terrarium anbringen, da die Tiere instinktiv nach unten graben, um der Hitze zu entkommen.
Die Luftfeuchtigkeitswerte sollten 30–40 % aufweisen (In der Nacht etwas höher), wobei der Oranje- und Typical-Farbmorph auf Grund des Verbreitungsgebiets gerne auch etwas feuchter (40–50 %) gehalten werden kann. Dies wird gewährleistet, indem man je nach Bedarf alle paar Tage ein Viertel der Fläche im Terrarium etwas feucht sprüht, somit gewährleistet man ebenfalls verschiedene Klimazonen. Dabei ist aber darauf zu achten, dass nie Staunässe entsteht.
Die Winterzeit kann man simulieren, indem man im Oktober die Temperaturen langsam etwas runter fährt. Dabei reduziert man die Beleuchtungszeit und benutzt schwächere Lampen. Im November kann man die Tiere dann etwa auf 25 °C halten. Ab März werden die Temperaturen wieder schrittweise gesteigert. Eine natürliche Simulierung der Jahreszeiten ist nicht zwingend erforderlich, kann sich aber positiv auf die Lebenserwartung der Tiere auswirken und hat einen Einfluss auf das Paarungsverhalten (9).

### Reinigung/Handhabung
Die Arbeiten im Terrarium sind gering. Wenn die Scheibe verschmutzt ist, kann man diese bei Bedarf mit etwas Wasser reinigen. Wenn man Reste der Futtertiere vorfindet, nimmt man diese mit einer Pinzette heraus, genauso wie Kotstücke. Man sollte die Tiere aber nicht zu viel stören und auch auf Grund der Gefahr die Arbeiten im Terrarium immer auf ein Minimum beschränken. Auch auf ein Leuchten in die Verstecke sollte weitestgehend verzichtet werden, das bedeutet Stress für die Tiere. Und wenn man mal kontrollieren muss, sollte dies mit einem Rotlicht geschehen, da die Tiere Rotlicht weniger wahrnehmen können.
Bei größeren Arbeiten im Terrarium sind die Tiere zuerst zu entfernen. Dies macht man, indem man den Skorpion mit einer langen Pinzette vorsichtig zwischen den oberen Schwanzsegmenten greift und ihn dann so in den bereit gestellten Übergangsbehälter umsetzt. Dabei sollte man nur so fest drücken, dass sie sich nicht aus der Pinzette winden können.
Neben der Pinzette leistet auch ein langer Pinsel gute Dienste. Mit ihm kann man den Skorpion bei Bedarf sanft verscheuchen, wenn Pusten nicht mehr reicht, zudem kann man damit das Wassernäpfchen oder die Führungsschiene der Scheibe von Sand befreien.

### Futter
Als Futter bieten sich diverse Schaben- oder Grillen-Arten an, die in jedem Fachgeschäft zu beziehen sind. Im zweiten Instar füttert man alle 2–3 Tage kleine Babyschaben und Minigrillen und den adulten Tieren gibt man alle 2–3 Wochen eine Grille oder mittlere Waldschabe. Eine Überfütterung sollte unbedingt vermieden werden und kann eine Verfettung des Tieres verursachen und somit die Lebenserwartung drastisch verkürzen.

### Verpaarung/Aufzucht
Bevor man die beiden Tiere vorzugsweise im Frühling zusammen bringt, empfiehlt es sich, zunächst beide Tiere gut zu füttern.
Dann kann man das Verhalten der beiden studieren, indem man das Terrarium mit einem Plexiglas oder Lochgitter teilt. So können die Tiere sich etwas an die Situation gewöhnen und wenn sie keine Aggressionen zeigen, kann man die Scheibe entfernen und hält sich bereit mit Pusten und Pinzette einzugreifen, falls doch noch ein Kampf um Leben und Tod ausbrechen sollte. Im Normalfall sollte es diesbezüglich aber keine Probleme geben. Nach der Paketübergabe kann man das Männchen wieder entfernen.
Das Weibchen wird dann mit andauernder Schwangerschaft immer dicker und wenn ihr Pleuralmembran (Bauchhaut) in der Regel nach 8–12 Monaten einen Glanz annimmt, dauert es nur noch wenige Wochen bis zur Geburt. Steht der Wurf kurz bevor, kann man die Dame in ein zweckdienliches und übersichtlich gestaltetes Wurfbecken umsiedeln.
Nach der Geburt ist die Mutter geschwächt. Man kann ihr dann ein totes Insekt anbieten, welches oft gerne angenommen und gierig verschlungen wird. Das wiederholt man wöchentlich, bis man die Jungen separiert hat, so minimiert man das Risiko, dass sich die Mutter am eigenen Nachwuchs bedient, um wieder etwas zu Kräften zu kommen.
Die empfindlichen und anfälligeren Jungtiere werden ab dem 2. Instar, wenn sie die Umwelt zu erkunden beginnen, separiert und in kleinen Boxen aufgezogen. Sie dehydratisieren schnell, daher sollte man alle 2 bis 3 Tage das Substrat gut anfeuchten und das Klima etwas feuchter und nicht ganz so heiß (ca. 50–60 % und 25–28 °C) halten, wie es bei den adulten Tieren der Fall ist. Die höhere Luftfeuchtigkeit ist auch bei der Häutung hilfreich. Zu viel Feuchtigkeit und Staunässe ist aber auf alle Fälle zu vermeiden, das fördert Pilze und Krankheiten. Als Futter reicht man alle 2 bis 3 Tage kleine Asseln, Miniheimchen, Babygrillen und/oder frisch geschlüpfte Schaben. Die Größe der Futtertiere und der zeitliche Abstand zwischen den Fütterungen wächst natürlich mit den Skorpionen.